# Ocelo (mimetismo)

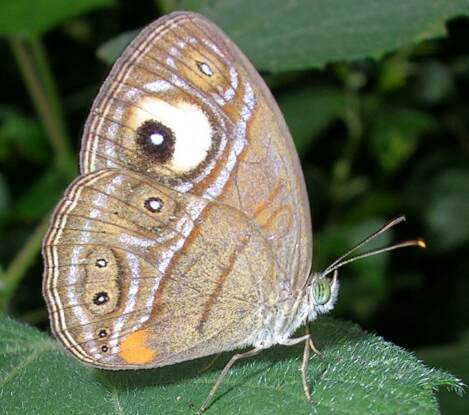
Ejemplar de Mycalesis patnia mostrando ocelos de distintos tamaños en sus alas.

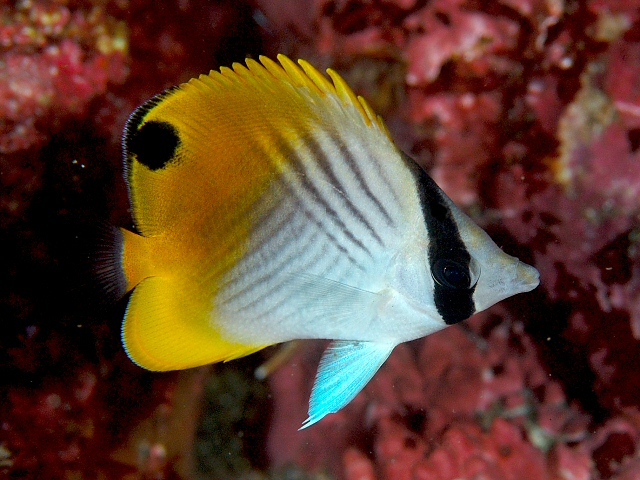
Ejemplar juvenil de Chaetodon auriga con su ocelo para despistar predadores

Un ocelo es un tipo de coloración en los seres vivos  que consta de una o varias manchas redondas y multicolores con apariencia de ojo. Es un fenómeno común en la coloración de los animales que presentan comúnmente algunas especies de peces, mariposas, reptiles y aves. Su función biológica se asocia con el mimetismo.
Este es un tema de interés de la biología del color y existen investigadores especializados en este tema como Paul Brakefield quien es uno de los autores que más ha trabajado sobre el tema con varias decenas de artículos.

## Desarrollo de los ocelos
El estudio del desarrollo de los ocelos ha sido uno de los campos más sobresalientes de la biología del desarrollo y la biología evolutiva del desarrollo (evo-devo). Fred Nijhout mostró que la posición de los ocelos se decide en el estadio de oruga y que los patrones concéntricos son inducidos por un organizador (llamado foco) localizado en el centro del ocelo en desarrollo. Estudiados desde los orígenes de la ciencia biológica, los fenómenos de asimilación de formas o de enmascaramientos destinados a la protección de individuos o de especies quedaron englobados bajo el término mimetismo a raíz de la publicación en 1817 de un compendio de entomología de los británicos W. Spence y W. Kirloy. Notables investigadores del siglo XIX, como Henry Walter Bates y Alfred Rusell Wallace, realizaron posteriormente aportaciones que permitieron el desarrollo de los estudios sobre el fenómeno.
El mimetismo es la propiedad de determinados organismos de reproducir en su aspecto y color el de otras especies diferentes o el del entorno en el que viven, lo que les proporciona una ventaja selectiva frente a las especies que carecen de este mecanismo. Así, algunos insectos no picadores presentan la coloración en bandas negras y amarillas típicas de ciertas avispas, hecho que les garantiza la protección frente a un buen número de predadores que asocian dichos caracteres cromáticos con los de una especie que resulta peligrosa y a la que es preferible no molestar.
El artificio no evita que una determinada cantidad de individuos de la especie que posee mimetismo muera víctima de los predadores en el período juvenil de estos últimos, cuando aún no han aprendido a diferenciar cuáles son las especies adecuadas para su alimentación y cuáles no conviene atacar.